# Johannes Berg (Politiker)
Johannes Berg (* 28. Mai 1958 in Trier; † 9. November 2001 in Mainz) war ein deutscher Politiker (CDU).
Nach seinem Abitur 1977 am Cusanus-Gymnasium Wittlich und dem Grundwehrdienst 1977 bis 1978 studierte Berg 1978 bis 1963 Jura an der Johannes Gutenberg-Universität in Mainz und erreichte das erste juristische Staatsexamen sowie 1986 das Assessorexamen. Er war danach als Rechtsanwalt und Fachanwalt für Steuerrecht tätig.
Berg wurde 1973 Mitglied der CDU und der Jungen Union. Er war 1981 bis 1988 Mitglied des JU-Landesvorstands, ehe er 1988 Gemeindeverbandsvorsitzender in Wittlich-Land wurde. Von 1989 bis 1994 war er Mitglied des Verbandsgemeinderats Wittlich-Land, danach wurde er Mitglied des Kreistags Bernkastel-Wittlich und dort Vorsitzender der CDU-Kreistagsfraktion. Am 20. Mai 1996 wurde Johannes Berg Mitglied des Landtags von Rheinland-Pfalz. 2001 wurde er in seinem Wahlkreis wiedergewählt, verstarb jedoch nur wenige Monate später. Im Landtag war er stellvertretender Vorsitzender des Wahlprüfungsausschusses und Mitglied im Untersuchungsausschuss »Rotlicht«, Schriftführender Abgeordneter, Mitglied in der Kommission beim Landesbeauftragten für den Datenschutz, Petitionsausschuss, Rechtsausschuss, Strafvollzugskommission und dem Untersuchungsausschuss »DIZ«.
Berg hinterließ eine Frau und zwei Töchter. Das Landtagsmandat übernahm Elfriede Meurer.